# Daewoo Tico

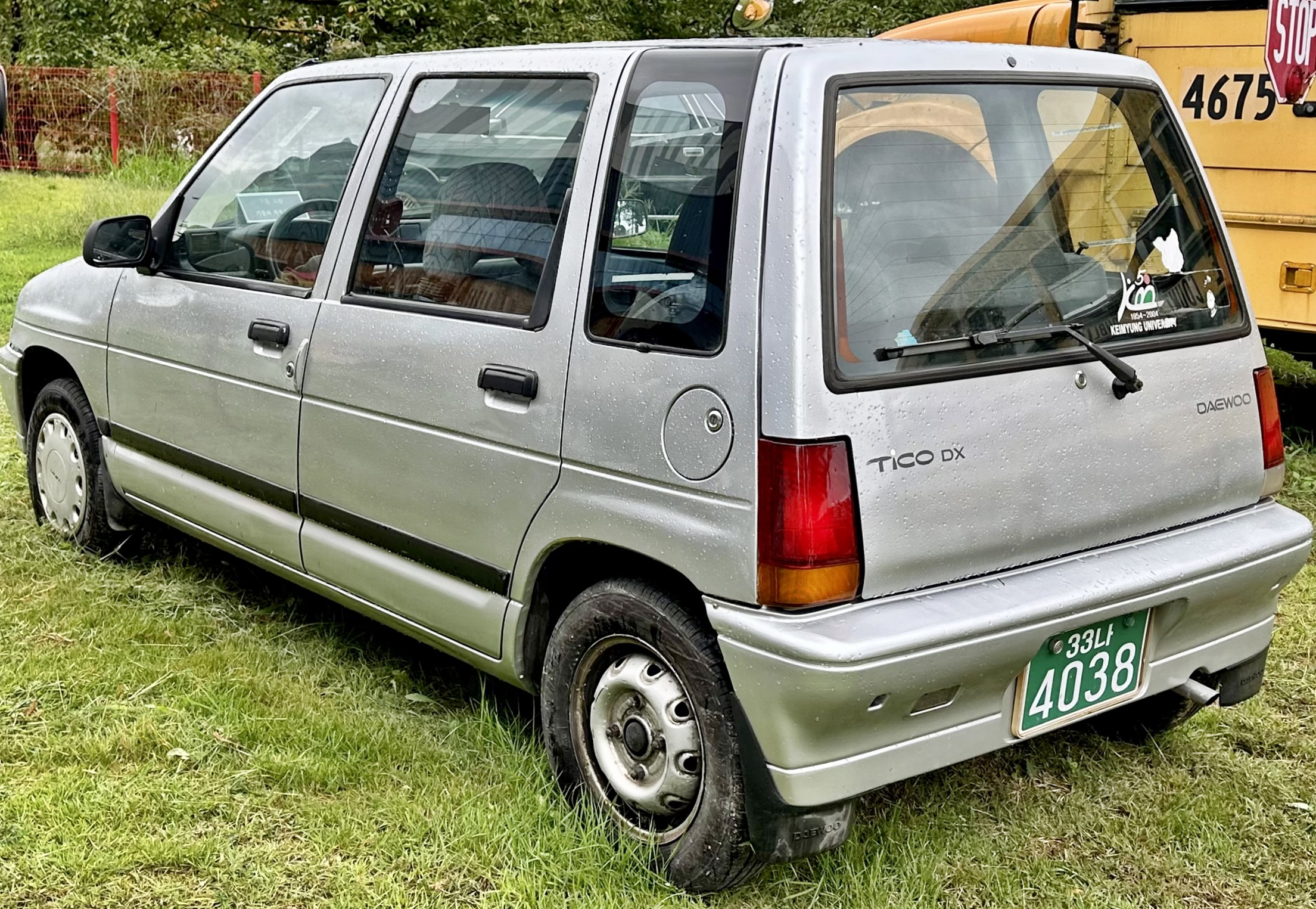
Heckansicht

Der Daewoo Tico, in Lateinamerika Daewoo Fino benannt, ist ein fünftüriger Kleinstwagen des koreanischen Fahrzeugherstellers GM Daewoo. 

## Übersicht
Das Fahrzeug entstand ab 1991 auf Basis des Suzuki Alto von 1988. Das Fahrzeug wurde insbesondere in die mittel- und osteuropäischen Länder wie Rumänien, Bulgarien, Polen, Tschechien sowie nach Peru exportiert. In Rumänien wurde das Fahrzeug bei Daewoo Automobile bis 2001 gebaut und dann durch den Daewoo Matiz abgelöst. In Polen erfolgte eine Fertigung bei FSO.
Das Fahrzeug verfügt über Frontantrieb und einen Dreizylinder-Viertakt-Ottomotor der Reihe Daewoo S-TEC mit 796 cm² Hubraum, zwei Ventilen pro Zylinder und einem Vergaser zur Gemischaufbereitung.
Zum Stichtag 1. Januar 2022 waren in Deutschland laut KBA noch 2 Daewoo Tico angemeldet.

## Technische Daten
- Motorbauart: 3-Zylinder-Reihen-Ottomotor
- Motorkühlung: Wasserkühlung
- Leistung: 30 kW (41 PS) bei 5500 min−1
- Drehmoment: 59 Nm bei 3500 min−1
- Bohrung × Hub: 68,5 × 72,0 mm
- Verdichtung: 9,3:1
- Beschleunigung 0–100 km/h: 17 s
- Höchstgeschwindigkeit: 143 km/h
- Bremsweg 100–0 km/h: 48,5 m
- Durchschnittsverbrauch: 5,15 l/100 km
- Tankinhalt: 30 l
- Kofferraumvolumen: 180 l/860 l
- Zuladung: 305 kg
- Batterie: 12 V/35 Ah
- Felgengröße: 4,00 B x 12
- Spurweite vorne: 1220 mm
- Spurweite hinten: 1200 mm